# Orpheus Noster

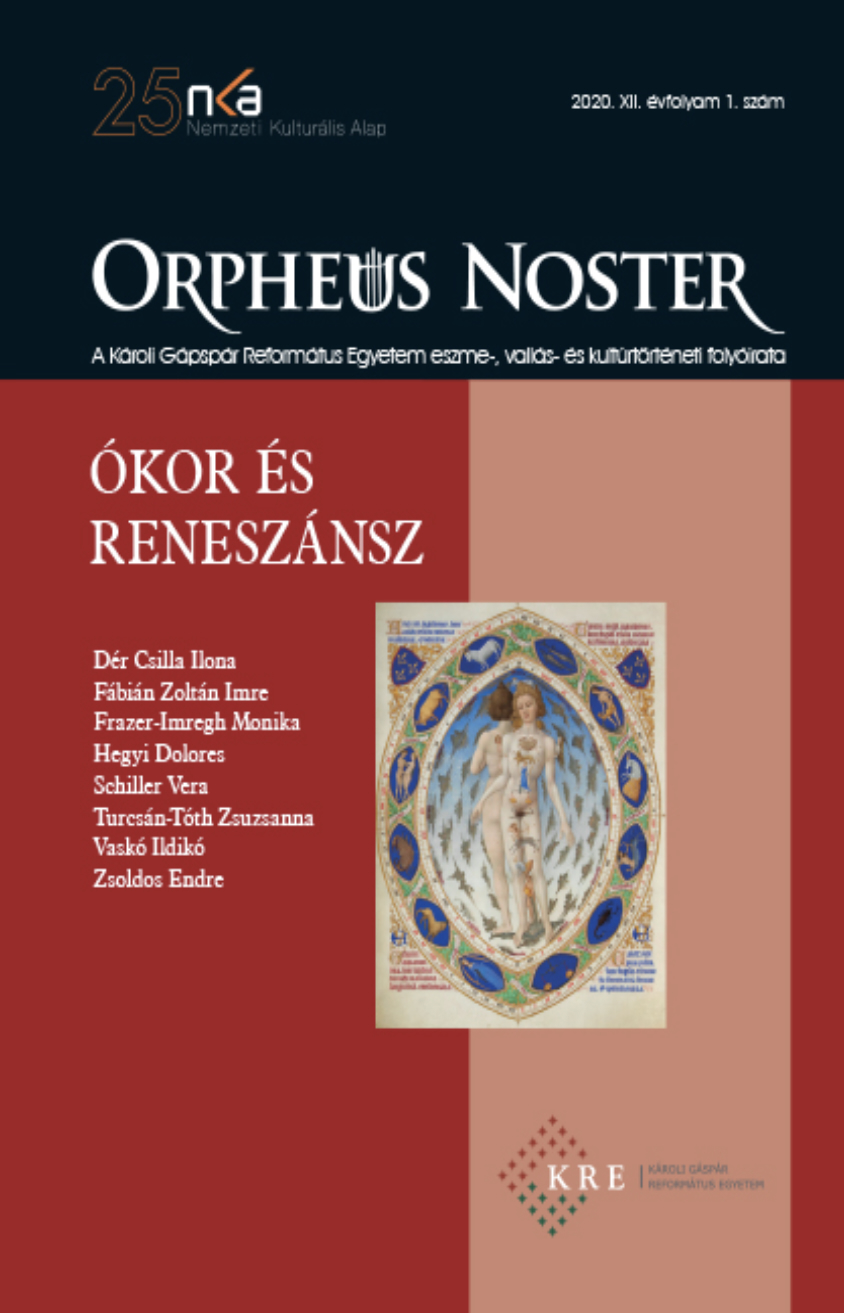

Az Orpheus Noster kultúra-, eszme- és vallástörténeti folyóirat, amelyet a Károli Gáspár Református Egyetem alapított 2009-ben. A folyóirat alapítói Bíró Mária dékánhelyettes, Fehér Bence főszerkesztő és Imregh Monika szerkesztő voltak. A lap nevét a KRE Történeti Intézetét alapító Sarkady János professzor ihlette, akinek az utolsó kutatása a bronzkori „Orpheus-szobrocska” volt. A Noster („a miénk”) latin jelző a 20. század hasonló auktorkiadásaira, és a lap akadémiai és egyetemi jellegére utal. Az első két év évkönyv jellegű lapszámai után, amelyek az Agroinform nyomdában készültek, az Orpheus Noster a KRE-vel együttműködő L’Harmattan kiadó gondozásába került, és évente négy számmal jelentkezik.
A főszerkesztői munkát 2013-tól Frazer-Imregh Monika vette át. A folyóirat „A” kategóriájú besorolást nyert az MTA Orientalisztikai, Történettudományi és Ókortörténeti Bizottságaiban. Szerkesztői a KRE docensei: Fülöp József, Nagy Andrea és Péti Miklós, olvasószerkesztője Pallós Áron filozófus doktorandusz.
Az Orpheus Noster tematikus számokat ad ki különböző történelmi időszakokról, földrajzi területekről (Közel-Kelet, Irán, India, Tibet, Kína, Üzbegisztán, Kína, Japán, Latin-Amerika, Kuba, Kanada, Nagy Britannia és USA) vagy szorosabb kutatási témákról szóló tanulmányokkal, magyar és angol nyelven. A lapszámok az alábbi oldalakon teljes terjedelmükben, cikkekre bontva vagy egyben, nyílt hozzáféréssel, online is olvashatók.